# NGC 4514
NGC 4514 (другие обозначения — UGC 7693, MCG 5-30-15, ZWG 159.11, PGC 41610) — спиральная галактика (Sbc) в созвездии Волос Вероники. Открыта Уильямом Гершелем 13 марта 1785 года.
Этот объект входит в число перечисленных в оригинальной редакции «Нового общего каталога».
На фотографиях объект виден как небольшая, обращённая к нам диском, многорукавная спиральная галактика с округлым ярким ядром в более тусклой оболочке, с двумя слабыми спиральными рукавами, отходящими от перемычки. Вторичные рукава появляются примерно после половины оборота вокруг ядра. Визуально в любительский телескоп галактика видна довольно слабо, выглядит как маленькое округлое светлое пятнышко с низкой поверхностной яркостью, относительно четко определенными краями и равномерно ярким диском. Радиальная скорость: 8095 км/с. Расстояние: 362 млн световых лет. Диаметр: 126 000 световых лет.
В галактике происходит вспышка звездообразования. Входит в сверхскопление Кома. Предположительно составляет пару с галактикой UGC 7750, находящейся в 16′ от неё. 